# Middagsdilemmaet
Middagsdilemmaet er et eksempel på almindingens tragedie. Det studeres inden for spilteori, og er en n-spillers-generalisering af fangernes dilemma. Dilemmaet er dette: En gruppe mennesker går på restaurant, og hver person skal vælge enten en dyr eller en billig ret. Den dyre smager bedre end den billige, men koster mere end man normalt ville være villig til at betale. Restaurantgæsterne bliver nu enige om at dele regningen. Hvis den enkelte gæst vælger den dyre ret, bliver merudgiften derfor fordelt mellem alle restaurantgæsterne, og det kan godt betale sig at købe den dyre ret, men når alle gør det, bliver resultatet at alle køber den dyre ret og derfor også betaler den fulde pris, selvom de aldrig ville have gjort det hvis de kun skulle betale for deres egen ret.

## Eksperimentelle resultater
Forsøg med grupper på seks personer har som ventet vist at man spiser mere hvis man deler regningen end hvis man selv betaler, og at man spiser endnu mere hvis maden er gratis. Desuden har forsøg vist, at man spiser det samme hvis man kun skal betale en sjettedel af sin egen regning, som hvis man skal dele udgifterne mellem 6 personer. Dette kunne tyde på at man ikke tager højde for om andre skal betale ens regning. Dette eksperiment modsiges dog af laboratorieeksperimenter med lignende valgmuligheder, men i en mere abstrakt sammenhæng. Dette kan skyldes at laboratorieeksperimenter er misvisende. 